# The Final Adventure
The Final Adventure è il quinto album in studio collaborativo dei rapper statunitensi Murs e 9th Wonder, pubblicato nel 2012.

## Tracce
1. Get Together (featuring Rapsody) – 2:46
2. WhatUpTho? – 3:35
3. Funeral for a Killer – 4:09
4. Baby Girl (Holding Hands) – 3:20
5. Walk Like a Woman – 6:12
6. Tale of Two Cities – 3:49
7. Dance with Me – 3:27
8. Better Way – 3:36
9. Wherever You Are – 2:43
10. It's Over – 3:24